# Ернест Феноллоза
 Ернест Феноллоза  (англ. Ernest Francisco Fenollosa, повне ім'я Ернест Франсіско Феноллоза, 18 лютого, 1853 — 21 вересня, 1908, Лондон) — відомий науковець-японіст, філософ, етнограф, викладач зі США.

## Життєпис

### Ранні роки
Батько — американець каталонського походження. Звідси — і каталонське прізвище Феноллоза. Родина була спроможною сплатити навчання у Гарвардському університеті міста Бостон, який Ернест і закінчив у 1874 р. Освіту продовжив у Кембріджському університеті, де вивчав філософію та богослов'я. Один рік вивчав мистецтво в художній школі при Бостонському музеї образотворчих мистецтв. В цей період узяв шлюб з Ліззі Гудхью Міллет.

### Переїзд у Японію
По запрошенню зоолога та сходознавця Едварда Сільвестра Морзе (1838—1925) зі США — відбув у Японію, де продовжив вивчення філософії в Токійському Імператорському університеті.
Зустріч з мистецтвом і тисячолітньою культурою Японії справила надзвичайне враження на науковця. Спадкоємець західноєвропейської художньої традиції, Феноллоза як ніхто відчував неповторність Японії і її культури. Через вісім років перебування в Японії у нього виникає бажання натуралізуватися. Він переходить у буддизм. Навіть важке для японців прізище міняє на Кано Ейтан Масанобу, як послідовник японської мистецької школи Кано.

### Рятівник художніх традицій
Але головним для науковця і філософа були не зовнішні японські декорації, а дійсне вживання у японську художню культуру, якій він починає завзято служити. За сприяння Феноллози в Токіо організували Академію мистецтв та Токійський Імператорський музей, в останньому з 1888 р. він став директором.

### 1-й перелік Національних скарбів Японії
На хвилі реформ Мейдзі до Японії запросили багатьох фахівців з країн Західної Європи, а японці поїхали за кордон опановувати західноєвропейські технології та мистецькі традиції. На короткий час національні мистецькі традиції втратили престиж. Почалися випадки вандалізму по відношенню до творів національного мистецтва. Задля перешкоді руйнівним тенденціям Феноллозі і знадобився великий музейний заклад у Токіо. Він роками вивчав стародавні храми і монастирі, рятуючи покинуті чи забуті твори мистецтва. Більше того, Феноллоза сприяв появі у Японії — закону про збереження місцевих святинь, храмів і творів мистецтва, що там перебували. До значних досягнень науковця відносять і створення першого ґрунтовного переліку Національних скарбів Японії.
В свою чергу цей перелік сприяв виявленню забутих мистецьких скарбів і їх рятуванню в Японії. Паралельно Феноллоза купував твори мистецтва для власної колекції. У 1886 р. він продав власну колекцію в Бостоні лікарю Чарльзу Годдарду Велду за умов, що збірка стане надбанням Бостонського музею образотворчих мистецтв. У 1890 р. він повернувся до Бостона, де отримав посаду куратора відділу мистецтва народів Сходу. Саме Ернест Феноллоза за дорученням керівництва обирав твори мистецтва Японії для експонування на Всесвітній виставці в Чикаго у 1893 р.

### Наслідки обурення
Сміливий в поведінці Феноллоза викликав значне обурення консервативного суспільства Бостона розлученням з 1-ю дружиною та другим шлюбом з письменницею Мері Скотт Макнейл (1865—1954). Спротив був таким значним, що його звільнили з музею у 1896 р.

### Повернення до Японії
У 1897 р. він повернувся до Японії, де обійняв посаду професора англійської літератури. У 1900 р. він знов відвідав Сполучені Штати заради лекцій по мистецтву та роботи над книгою.

### Смерть і посмертне повернення у Японію

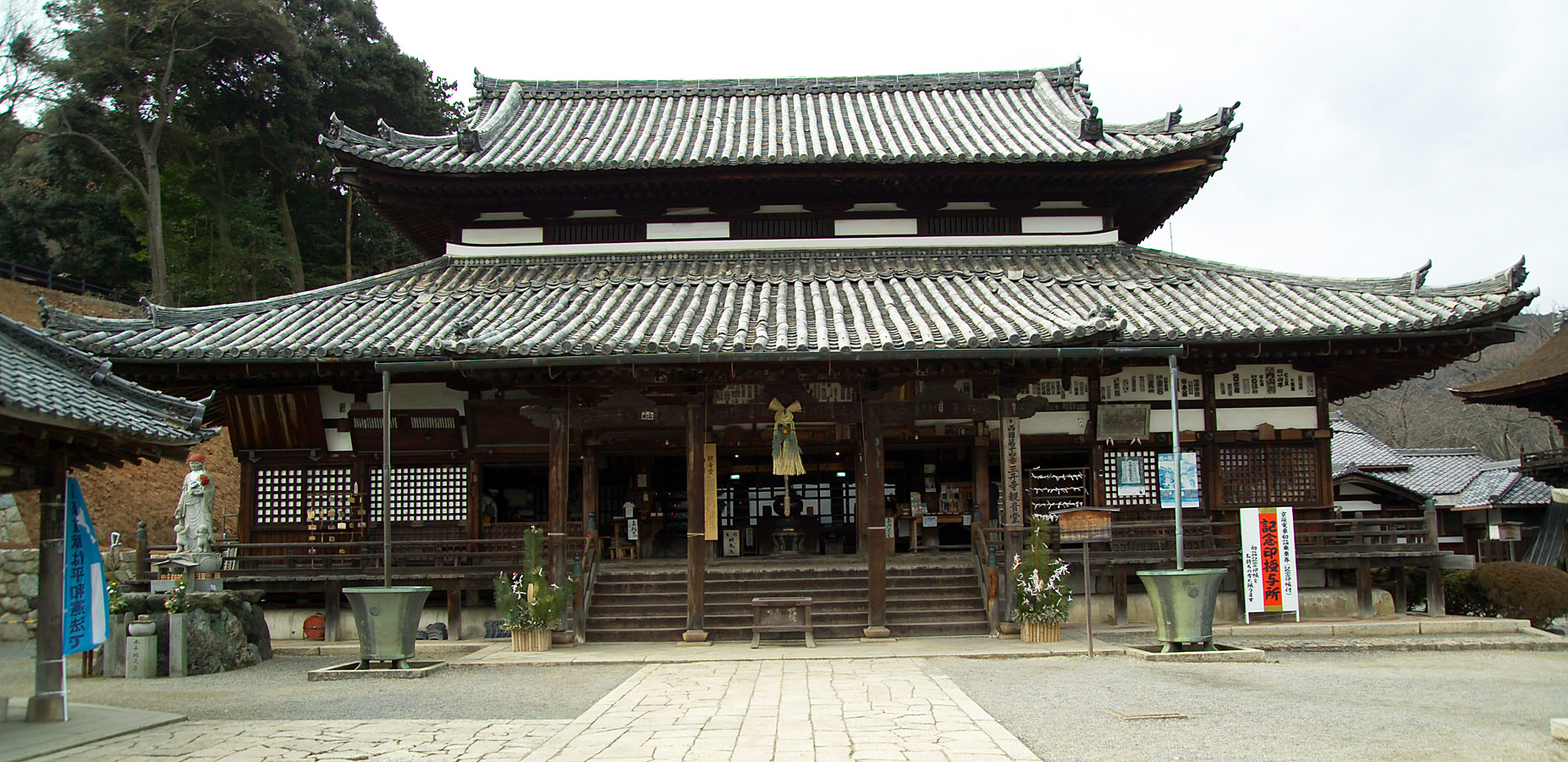
Храм Каннон-до в монастирі Мії-дера

Ернест Феноллоза помер у Лондоні. Тіло було кремоване і згодом перевезено у Японію. Поховання праху відбулося у каплиці буддиського монастиря Мії-дера (місто Оцу, префектура Сіга, неподалік від озера Біва та Кіото).

### Підтримка живопису ніхонга

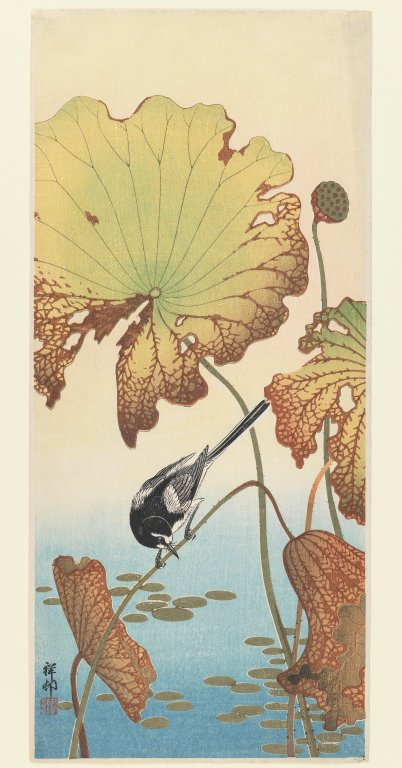
Охара Косон, Птах і лотос, до 1918 р.

Ще за життя Ернест Феноллоза доклав певних зусиль для підтримки національного живопису японців — ніхонга. Він виходив з міркувань, що західноєвропейський олійний живопис не характерний для країни, за своїми якостями не підходить до японського світогляду. Тому слід розвивати національний живопис — ніхонга, дещо модернізувавши його. Ідеї науковця були підтримані, а його учень Окакура Тенсін, теоретик та художній критик, сприяв перетворенню ідейних настанов у реальність. Народилась нова ніхонга, представниками якої стали художники Екояма Тойкан, Охара Косон та інші.
Так, теорія Феноллози дала можливість подолати творчу кризу Охара Косону, що на роки покинув геть художню творчість і повернувся до неї лише на новому етапі відродження національної художньої традиції.